# Fredy Ruano
Fredy Ruano (Moyuta, Jutiapa, 29 de marzo de 1990) es un futbolista que se desempeña como mediocampista y actualmente milita en el Xelajú Mario Camposeco de la Liga Nacional de Guatemala.

## Clubes
| Club                 | País      | Año           |
| -------------------- | --------- | ------------- |
| Halcones FC          | Guatemala | 2010 - 2013   |
| Deportivo Coatepeque | Guatemala | 2013 - 2014   |
| Universidad SC       | Guatemala | 2014 - 2016   |
| Deportivo Petapa     | Guatemala | 2016-2018     |
| Xelajú MC            | Guatemala | 2018-2019     |
| Deportivo Siquinalá  | Guatemala | 2019          |
| Xelajú MC            | Guatemala | 2020-presente |